# 삼국 시대 인물 목록
다음은 삼국시대 주요 인물들의 목록이다.

## ㄱ
- 가군(加群, 6세기 고구려 양원왕-평원왕대 인물로 장안성(長安城)의 축성 책임자)
- 가서일:고구려의 화공
- 김알지:경주 김씨의 시조
- 강이식 : 고구려 영양왕 때 수나라와의 전쟁을 지휘한 고구려의 장군.
- 검모잠 : 고구려 부흥운동의 지도자.
- 계백: 황산벌 전투의 장군
- 고공의
- 고구
- 고국양왕
- 고국원왕
- 고국천왕
- 고노자
- 고덕무
- 고량
- 고련
- 고무
- 고문
- 고문간
- 고보원
- 고복남
- 고사계
- 고선지
- 고숙수
- 고숭덕
- 고식
- 고연무
- 고우루
- 고익
- 고자
- 고정의
- 고조다
- 고죽리
- 고혜진
- 고흘
- 관나부인
- 관창
- 광개토왕
- 괴유
- 구도
- 구사나왕
- 김유신(신라 장군)
- 김춘추 : 신라의 태종무열왕
- 이사부  :신라의 장군
- 문주(백제의 문주왕)
- 문자왕

## ㄴ
- 내물 마립간

## ㄷ
- 도림 : 고구려 장수왕이 백제 개로왕에게 보낸 승려로, 무리한 토목공사를 개로왕에게 진언하여, 백제의 국운이 기울게 하였다.
- 다루왕
- 도미

## ㅁ
- 명림답부(고구려 신대왕때 국상(國相))
- 문희 (신라)
- 미추 이사금(신라의 13대 왕)

## ㅂ
- 박미실 : 풍월주인 사다함과 왕이었던 진흥왕 등 신라의 주요 권력층 남성과 관계를 맺었으며, 그 자신이 권력자였다.
- 보희 (신라)
- 보장왕

## ㅅ
- 소서노 : 동명성왕의 둘째 부인이자, 백제 온조왕의 어머니이다.
- 설총
- 서천왕
- 소지 마립간

## ㅇ
- 연개소문(고구려 말기 대막리지)
- 왕세의
- 유화부인
- 을지문덕(고구려 후기의 장군, 살수대첩의 영웅)
- 을파소
- 양만춘
- 원효대사
- 의상대사
- 일성 이사금
- 영류왕(고구려 27대 왕)

## ㅈ
- 자간
- 지철로
- 자비 마립간
- 자의왕후
- 자장
- 장배왕
- 장새
- 장수왕
- 장춘랑
- 재매부인
- 재모
- 재사 (왕족)
- 재사 (학자)
- 재증걸루
- 저근
- 저미문귀
- 적득
- 전지왕
- 절거리
- 정견모주
- 정신 (신라)
- 정신부인
- 정유타
- 정지원
- 제우
- 조미걸취
- 조미압
- 조분 이사금
- 조불
- 조생부인
- 졸지
- 종정
- 좌가려
- 좌야
- 좌지왕
- 주리즉이
- 죽세사
- 죽죽
- 준정
- 중신
- 중천왕
- 즙항세
- 지도부인
- 지량
- 지례부지
- 지마이사금
- 지명 (승려)
- 지백호
- 지소례갈문왕
- 지소부인
- 지수신
- 지의
- 지증마립간
- 지진내례부인
- 지충
- 지타
- 지혜
- 진가
- 진가모
- 진고도
- 진노
- 진덕여왕
- 진로 (백제)
- 진무 (백제)
- 진복
- 진사왕
- 진안갈문왕
- 진왕
- 진육지
- 진의
- 진자
- 진정
- 진정갈문왕
- 진제
- 진지왕
- 진춘
- 진충
- 진타
- 진평왕
- 진회
- 진흠
- 진흥왕
- 질지왕

## ㅊ
- 천존 (신라 장수)
- 차대왕(고구려 7대 왕)
- 초고왕(백제 5대 왕)
- 충훤(신라의 관료)

## ㅍ
- 품일
- 파랑

## ㅎ
- 흠춘